# Erythrorchis altissima
Erythrorchis altissima är en orkidéart som först beskrevs av Carl Ludwig von Blume, och fick sitt nu gällande namn av Carl Ludwig von Blume. Erythrorchis altissima ingår i släktet Erythrorchis och familjen orkidéer. Inga underarter finns listade i Catalogue of Life.